# Zetz
Der Zetz (seltener auch die Zetz) ist ein 1274 m ü. A. hoher Berg im Grazer Bergland im österreichischen Bundesland Steiermark. Als beliebtes Wanderziel im Nahbereich der Bezirkshauptstadt Weiz gilt vor allem der markante Nebengipfel Hoher Zetz.

## Lage und Umgebung
Der Zetz erhebt sich am östlichen Rand des Grazer bzw. Weizer Berglandes und bildet mit dem niedrigeren Hohen Zetz 1264 m ü. A. die Wasserscheide zwischen dem Poniglgraben im Westen und dem Naintschgraben sowie dem oberen Feistritztal im Osten. Nach Süden hin läuft der Gebirgsrand über die Gschnaidt und den Raasberg zum Oststeirischen Riedelland aus, nach Nordwesten setzt er sich über die Brandlucken zur Sommeralm fort. Jenseits des Poniglgrabens liegen der Patschaberg und der Hirschkogel, die mit dem Zetz über das Gschaid und den Eibisberg verbunden sind. Über den Zetz verlaufen die Gemeindegrenzen von Anger, Sankt Kathrein am Offenegg und Thannhausen. Teile des Berges liegen im Naturpark Almenland.

## Geologie und Geomorphologie

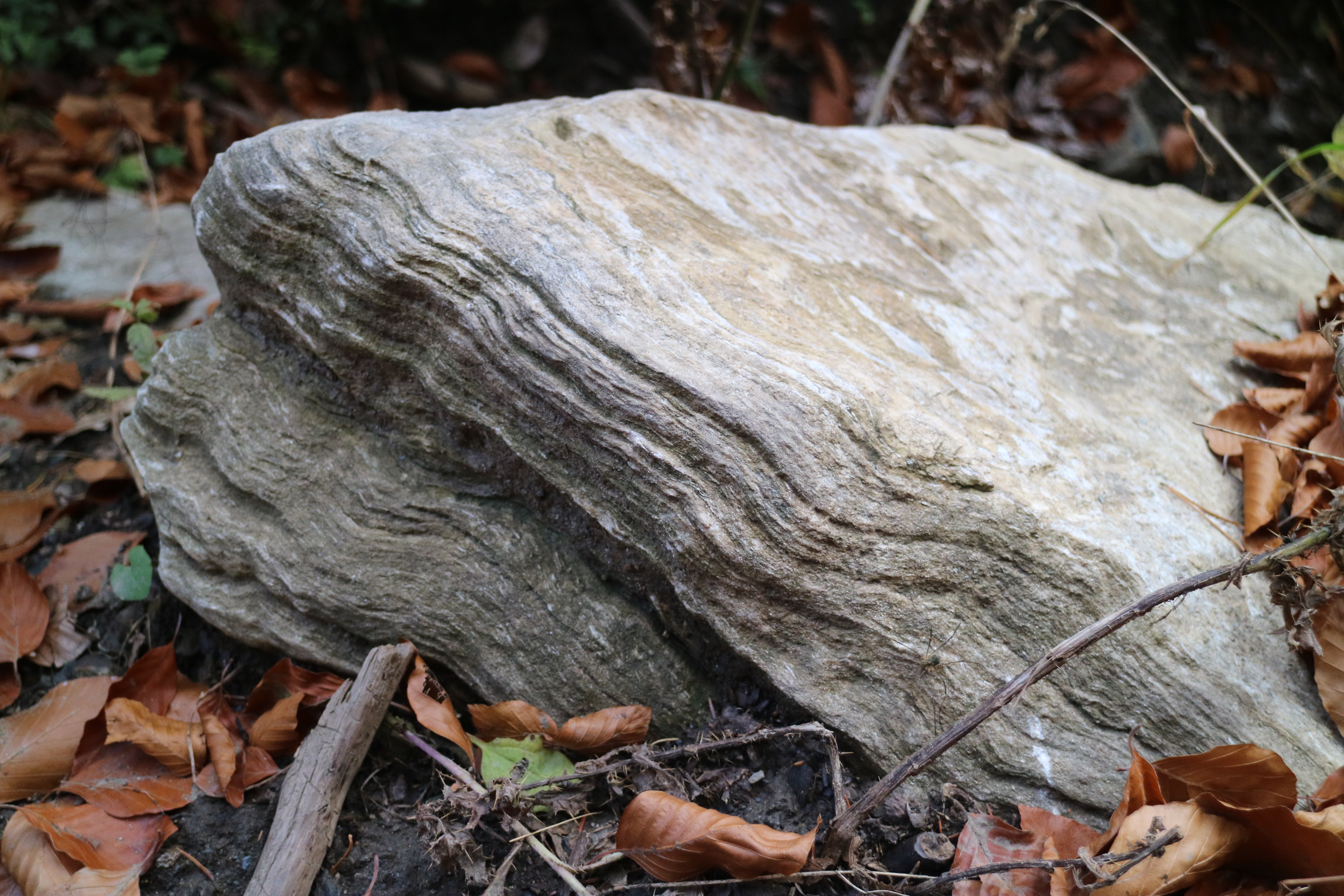
Phyllit (?) am Hohen Zetz

Der Höhenrücken des Zetz wird im Wesentlichen von devonischen Kalken und Dolomiten des Grazer Paläozoikums aufgebaut. Im Bereich des Hohen Zetz treffen mehrere Formationen aufeinander, von denen die Schöckl(kalk)-Formation am bedeutendsten ist. Zwischen Anger und Hohem Zetz dominiert die aus hellgrauen Dolomiten bestehende Raasberg-Formation mit Zwischenlagen von Kalkschiefern und feinkörnigen Glimmerschiefern. Die Karbonatfolge, die außerdem die Schönberg-Formation aus Schwarzschiefern und Phylliten miteinschließt, zeigt sich besonders gut an der westseitigen Schuppe des Hohen Zetz. Dort befindet sich mit der aus über zehn Meter mächtigen, massig ausgebildeten, weißen Phylliten und Grünschiefern aufgebauten Zetzwand eine weithin sichtbare Geländemarke.
Morphologisch handelt es sich bei der Südwest-Nordost-verlaufenden Gebirgsrandschwelle Schöckl – Burgstaller Höhe – Sattelberg – Patschaberg – Zetz um eine miozäne Kippscholle, die während der Bildung des Steirischen Beckens entstand. Anders etwa als in der nahegelegenen Weizklamm weist der Schöcklkalk am Zetzrücken kaum Verkarstungserscheinungen auf.

## Geschichte
Der Name des Berges, der früher zur Herrschaft Thannhausen gehörte, leitet sich vom slawischen Wort sez für „Holzschlag“ ab.
1885 fand der Thannhausener Jäger Karl Sallegger in der seichten Zetzerde eine rund 20 Zentimeter lange Dolchklinge aus Bronze. Bei der zweischneidigen, unverzierten Klinge mit vier Nieten auf trapezförmiger Griffplatte und leicht erhabenem Mittelgrat handelt es sich um eine Grabbeigabe der mittleren Bronzezeit. Der Griff aus vergänglichem Material war zum Fundzeitpunkt längst verrottet. Des Weiteren gefundene Tonscherben konnten der jüngeren Urnenfelderkultur zugeordnet werden.

## Aufstieg

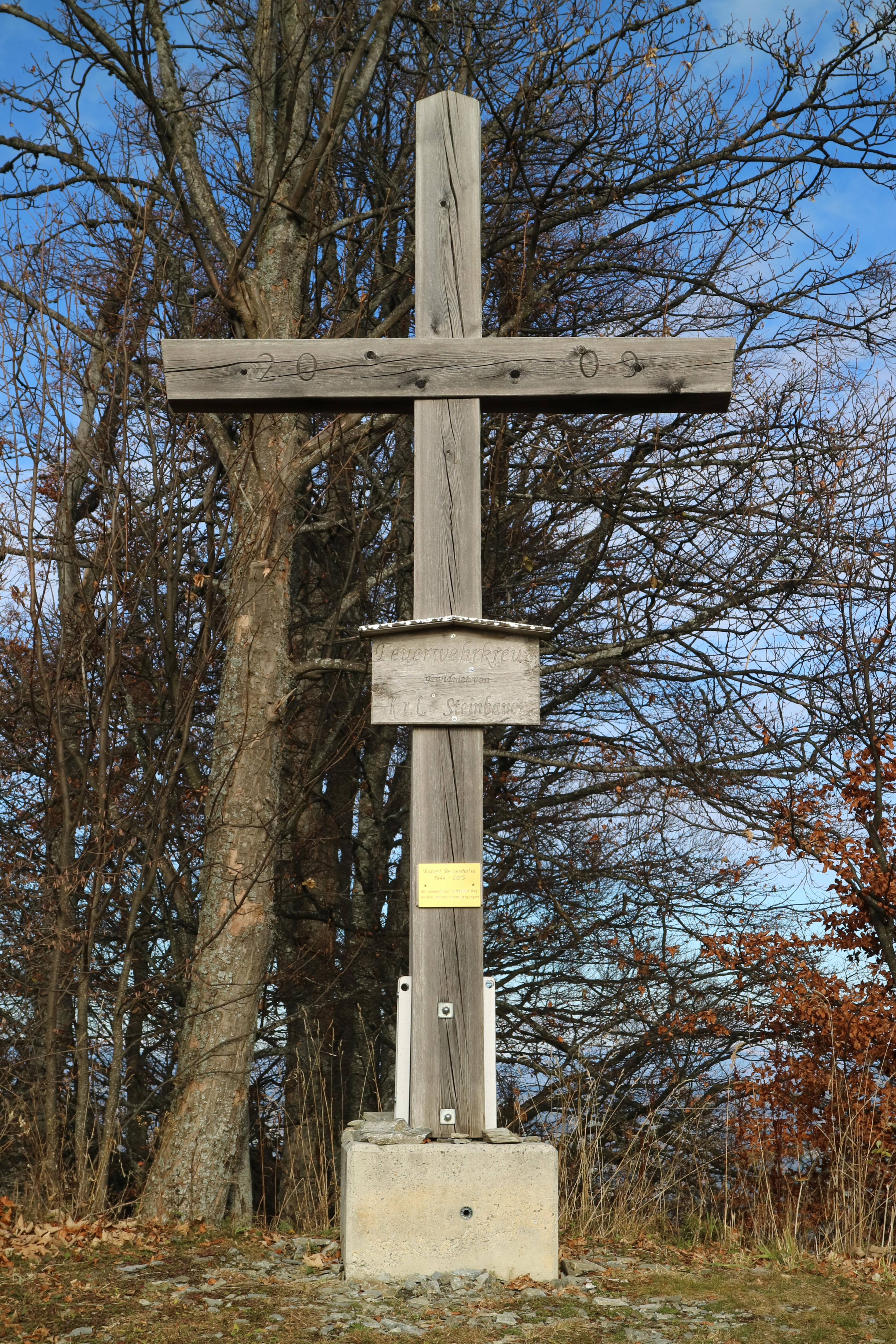
„Feuerwehrkreuz“ auf dem Zetzgipfel

Zetz und Hoher Zetz können von drei Seiten auf markierten Wanderwegen erreicht werden. Der einfachste und kürzeste Anstieg zum „Feuerwehrkreuz“ auf dem Zetzgipfel erfolgt in rund einer halben Stunde von Eibisberg (1193 m). Der Übergang zum Hohen Zetz über den Hans-Riedler-Zetzweg dauert etwa eine Dreiviertelstunde. Auf dem niedrigeren Gipfel befindet sich neben einem weiteren Gipfelkreuz eine Unterstandshütte aus Holz, die sogenannte Zetzschochtl. Der Hohe Zetz kann in einer Stunde von der Jugendherberge Wittgruberhof nahe dem Gschnaidter Kreuz (823 m) bestiegen werden. Weitere mögliche Ausgangspunkte für die Besteigung sind die Gemeindehauptorte von Anger, Sankt Kathrein am Offenegg und Thannhausen. Auf einer ausgiebigen Rundwanderung von mehr als 25 Kilometern Länge kann der Poniglgraben über den Patschaberg und den Zetzrücken umwandert werden.